# Rhagovelia varipes
Rhagovelia varipes är en insektsart som beskrevs av Champion 1898. Rhagovelia varipes ingår i släktet Rhagovelia och familjen vattenlöpare. Inga underarter finns listade i Catalogue of Life.